# Magdalenefjorden
Magdalenefjorden o Magdalenefjord è un fiordo lungo 8 km ed ampio 5 km situato tra Danskøya e Hoelhalvøya, nella terra di Alberto I, sulla costa ovest di Spitsbergen, l'isola più grande dell'arcipelago delle Svalbard. È abbastanza grande da ospitare una moderna nave da crociera, che potrebbe anche girare di 180 gradi senza problemi. Nella riva a sud del fiordo è situata la baia di Gullybukta. Ha le acque mitigate dalla Corrente del Golfo e presenta un paesaggio di maestosa bellezza fatta di alte montagne di nero granito sempre innevate e ghiacciai, tra i quali il Waggonway, che lo rende oggi una tra le più conosciute e frequentate mete turistiche delle Svalbard.
Il Magdalenefjorden era molto frequentato nei secoli passati come base per la caccia alle balene ed altri cetacei ma oggi è ricompreso nel National Park come "Bird Reserve".

## Storia

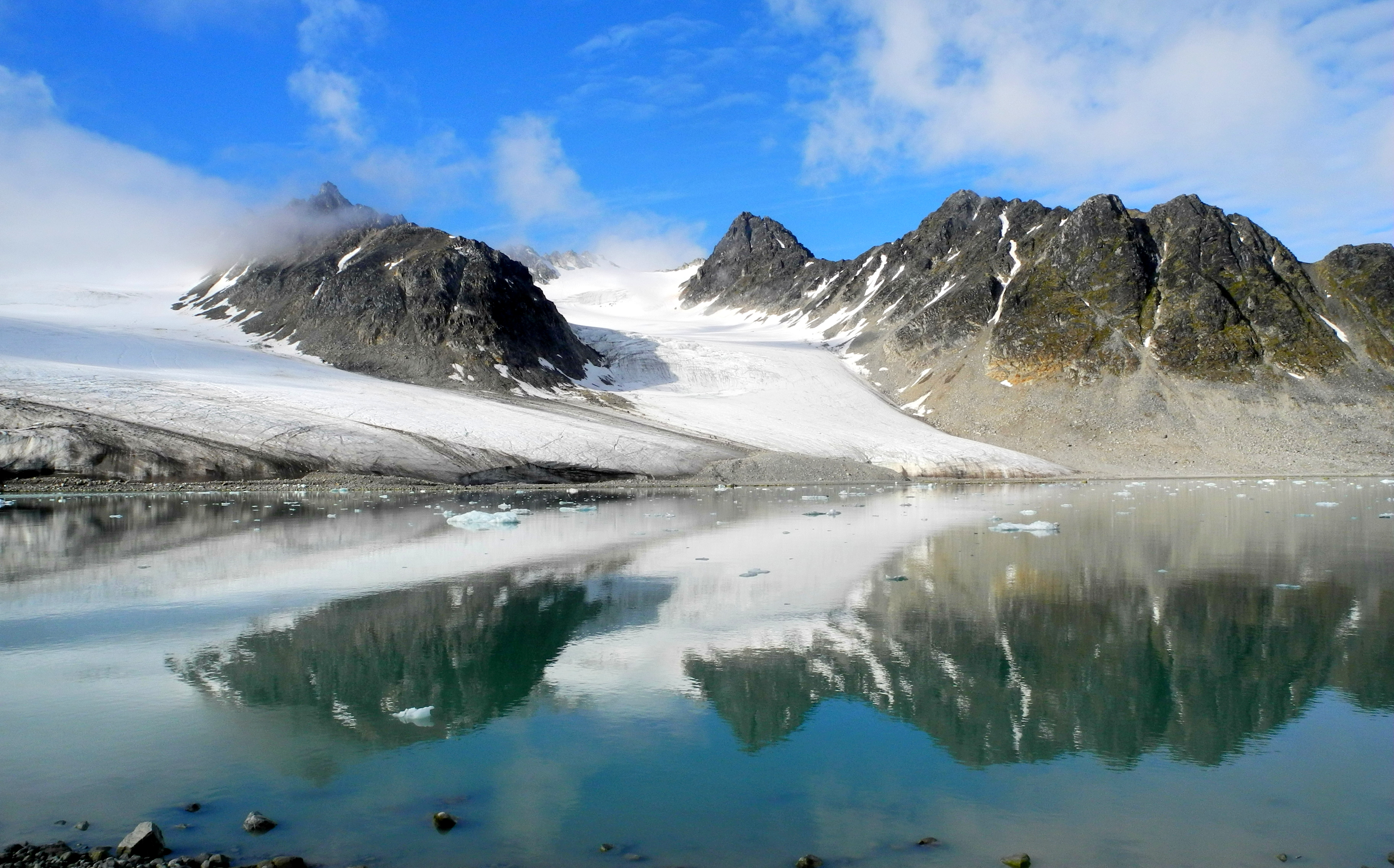
La baia di Gullybukta

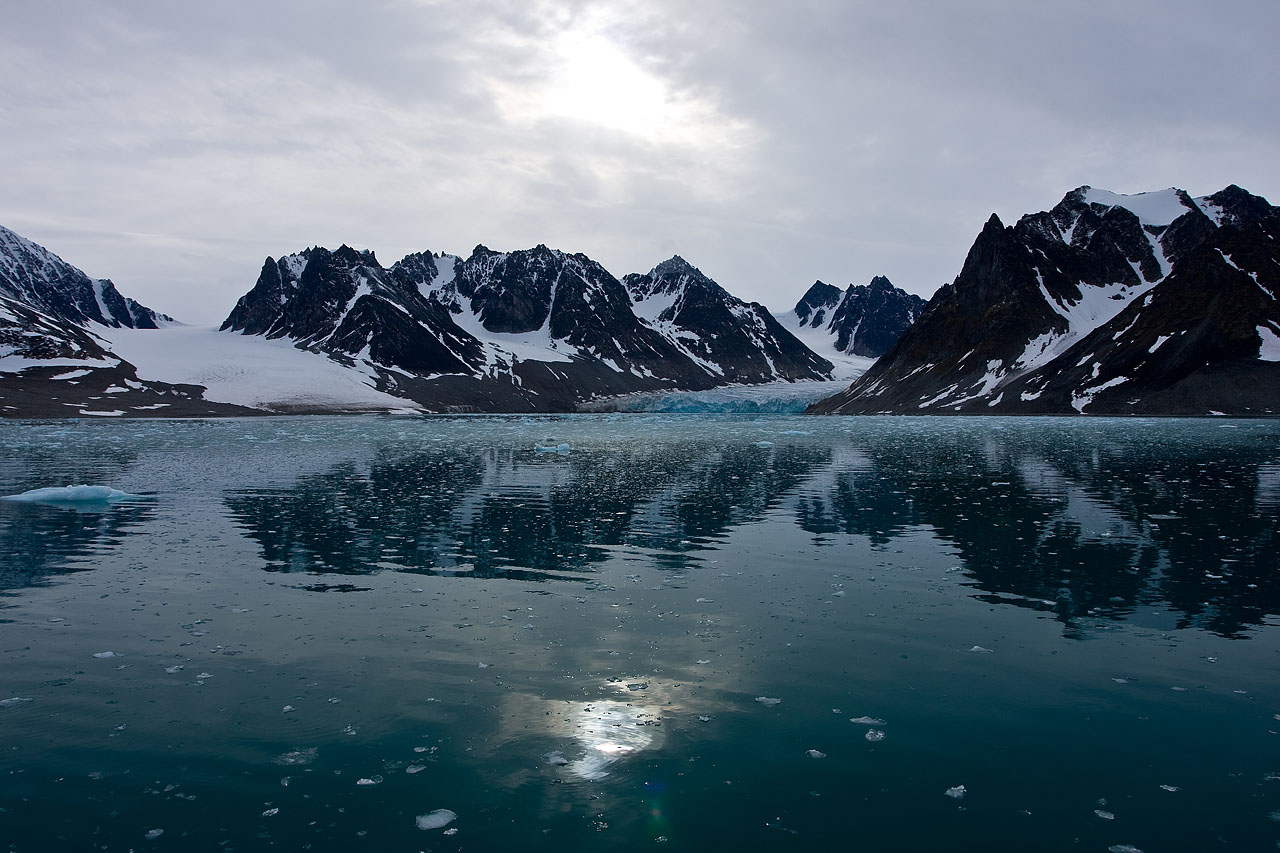
Foto panoramica del fiordo

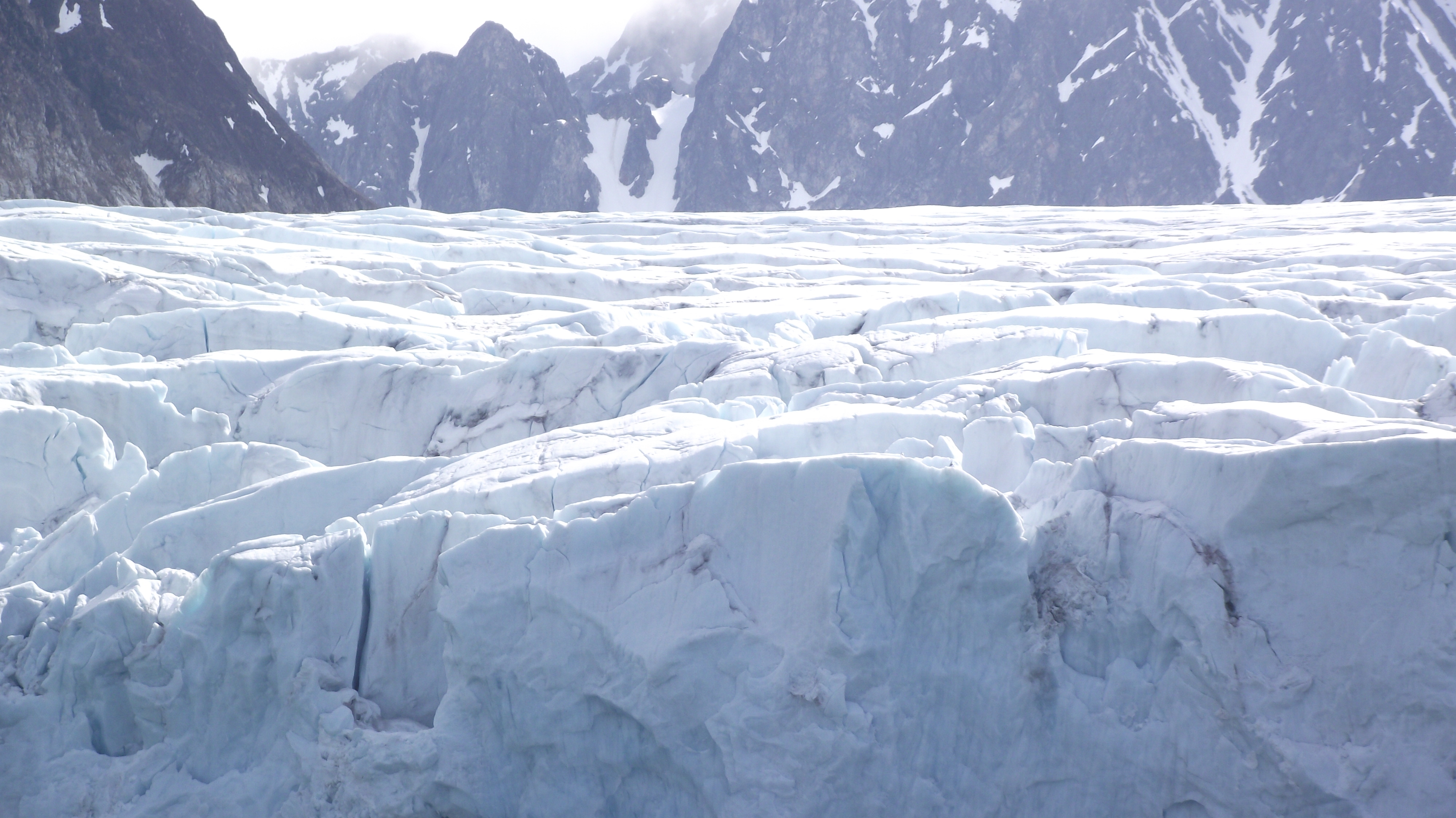
Il ghiacciaio Waggonway

William Barents è stato il primo ad esplorare il fiordo nel 1596. appena arrivato trovò alcune zanne di tricheco, che lo hanno portato a chiamare il fiordo "Baia delle Zanne". l'esploratore e baleniere inglese Robert Fotherby entrò nel fiordo nel 1614, reclamandolo in nome di Giacomo I d'Inghilterra e nominandolo "Maudlen Sound", e chiamò "Isola della Trinità" la baia a sud. Successivamente gli inglesi stabilirono una stazione di caccia alle balene, su quello che oggi è chiamato Gravneset. In seguito i Paesi Bassi se ne impossessarono. Di recente sono stati trovati i resti di quattro fornaci di grasso di balena ed un cimitero con circa 130 tombe databili tra il XVII e il XVIII secolo.
L'olandese Joris Carolus (1614) è stato il primo a chiamare il fiordo "Mari Magdalene bay". Abraham Goos nel 1920 lo ha rinominato "Magdalenen sond", e Guglielmo Cæsius nel 1922 ha cambiato il nome in "S. Maria Magdalene sond".

## Fauna
Nel fiordo è possibile osservare un gran numero di specie aviarie tra cui il gabbiano polare di Ross, l'uria nera, la sterna artica, la gazza marina, la procellaria artica e moltissime altre specie quasi tutte migratorie.
Vi è la presenza dell'orso bianco, dell'alce polare, della volpe artica e del tricheco.

## Flora
È presente la tundra e tra i fiori vi è il famoso papavero delle Svalbard di colore giallo oppure bianco.

## Turismo
Ultimamente si sta diffondendo il turismo in questa zona, ed alcune crociere hanno proprio questo fiordo come destinazione, a causa della maestosità del paesaggio e delle montagne nere di granito.
I più temerari possono praticare l'escursionismo o fare il bagno in queste gelide acque.